# Karangjambe (Padamara)
Karangjambe is een bestuurslaag in het regentschap Purbalingga van de provincie Midden-Java, Indonesië. Karangjambe telt 3596 inwoners (volkstelling 2010).